# Hirzutizmus
A hirzutizmus fokozott, férfias típusú szőrnövekedés nőknél, erősebb, sötét szőrszálakból olyan testtájakon, ahol csak férfiakra jellemző erősebb testszőrzet (bajusz, szakáll, mellkas, váll, has, hát, comb belső része). Férfiaknál és nőknél is előfordulhat, de elsősorban nők hormonális zavaraként ismert: a nőkben normálisan kis mennyiségben termelődő férfihormonok (androgének; mint tesztoszteron, dihidrotesztoszteron) túltermelődése vagy a szőrtüszők androgén hormonok iránti érzékenységének fokozódása okozza. Elkülönítendő a hipertrichózis fogalmától, amikor a szőrösödés az egész testen nagyjából egyenletesen megjelenik. A hipertrichózis hátterében más hormontermelő szervek (pl. pajzsmirigy) rendellenes működése áll. Az androgén hormonok fokozzák a szőr növekedését és pigmentációját. A férfihormonok magas szintje más jelenségeket is okozhat (akné, hang mélyülése, izomtömeg növekedése), e kórkép együttesen a hiperandrogenizmus.
A hirzutizmus az összes etnikai csoportot együttvéve a nők 5-15%-át érinti. A nők szőrössége különböző népcsoportoknál genetikailag meghatározottan különböző mértékű, így a mediterrán, közel-keleti és dél-ázsiai nőknek erősebb. A szőrösség „normálisnak” elfogadott mértéke  kulturálisan is változik.

## Tünetek
Erősebb, sötét szőrszálak jelennek meg olyan testtájakon, ahol normálisan nőknek nem jellemző erősebb testszőrzet: bajusz, szakáll, mellkas, váll, has, hát, comb belső része. A megnövekedett androgénszint hatására a hirzutizmus mellett más tünetek is megjelenhetnek (némelyik jellemzően magasabb hormonszint esetén): hang mélyülése, kopaszodás, akné, mellméret csökkenése, izomzat növekedése, klitorisz megnagyobbodása.

## Okai
Egyre több bizonyíték utal arra, hogy a hirzutizmus tüneteiért felelős androgén egyensúlyzavarának kifejlődésében nőkben az inzulin magas vérszintjének (hiperinzulinémia) van szerepe. Az elmélet összhangban áll a megfigyeléssel, hogy elhízott (és feltételezhetően inzulinrezisztencia miatt hiperinzulinémiás) nőknél gyakran alakul ki hirzutizmus. Azt is megfigyelték, hogy az inzulinszintet csökkentő kezelések esetén a hirzutizmus visszaszorul. A feltevések szerint az inzulin megfelelően magas koncentrációban a petefészek theca-sejtjeit serkenti az androgén hormon termelés fokozására. Szintén elképzelhető olyan mechanizmus is, hogy a magas inzulinszint aktiválja a IGF-1 (Insulin-like growth factor, inzulinszerű növekedési faktor)  receptort ugyanezen sejtekben. Ez szintén megnövekedő androgén termelést okoz. A problémában genetikai faktor is szerepet játszik, erre utal a családi halmozódás és bizonyos népcsoportokban gyakoribb előfordulás. A hirzutizmus mögött különböző betegségek is állhatnak. A hirzutizmust okozhatja:
- PCOS (policisztás ovárium szindróma); a hirzutizmus a leggyakoribb oka, a női nemi hormonrendszer zavara, ami menstruációs zavarokkal, meddőséggel,  gyakran petefészek cisztákkal, elhízással, inzulinrezisztenciával és hirzutizmussal jár.[3]
- hiperinzulinémia (magas inzulinszint) vagy hipoinzulinémia (alacsony inzulinszint vagy inzulinrezisztencia cukorbetegségben)
- menstruációs hormonális zavarok
- mellékvese-túlműködés (Cushing-kór) és -daganatok
- kóros elhízás és az ezzel jelentkező magas inzulinszint
- a petefészek bizonyos daganatai
- a pajzsmirigy megbetegedései
- gyógyszer mellékhatás
- terhesség

## Diagnózis
Elsőként fizikális vizsgálat szükséges a további részletes vizsgálatok elvégzése előtt. A vizsgálatnak el kell különítenie a egyenletes, kiterjedt szőrösödést a férfias mintájú szőrösödéstől. A hirzutizmus fokát Ferriman-Gallwey skála segítségével határozzák meg, 9 testtájon 0-4-ig pontozva a szőrnövekedés mértékét. A vizsgálatok laborvizsgálatokkal és képalkotó vizsgálatokkal folytatódhatnak. Már enyhe hirzutizmus tüneteknél is szükséges az ovuláció és a petefészek ultrahang képének kiértékelése, mivel gyakran policisztás ovárium szindróma (PCOS) áll a hirzutizmus hátterében, illetve a 17α-hidroxiprogeszteron-szint ellenőrzése, a 21-hidroxiláz-hiány betegség kizárására. Előfordulhat magasabb dehirdoepiandroszteron-szulfát (DHEA-S) vérszint, ilyenkor a 700 μg/dL a mellékvese betegségére utal, különösen veleszületett 21-hidroxiláz hiány okozta  mellékvese túltengésre. Mindemellett a hirzutizmus esetek 90%-a PCOS hátterű vagy ismeretlen eredetű.
További vérvizsgálatok lehetnek még:
- androgének: androsztendion, tesztoszteron
- pajzsmirigyhormonok: TSH, T3, T4
- prolaktin

## Kezelése
A nők általában a nemkívánatos szőrt valamilyen szőrtelenítő módszerrel eltávolítják. Fontos azonban a fokozott növekedés okának megállapításához orvoshoz fordulni, aki például vérvizsgálatok segítségével képes meghatározni a rendellenes szőrnövekedés eredetét, és javaslatot ad a kezelésre.

### Gyógyszerek
A gyógyszeres kezelés általában valamilyen antiandrogén hatóanyag alkalmazását jelenti, ami blokkolja az androgének, így a tesztoszteron és dihidrotesztoszteron (DHT) hatását.

### Szőrtelenítési eljárások
Tüneti kezelésként mechanikus szőrtelenítési eljárások állnak rendelkezésre: epilálás, gyantázás, borotválás, lézeres szőrtelenítés, elektrolízises szőrtelenítés.

### Életmód-változtatás
Oki kezelésként a háttérben álló anyagcserezavar rendezése jöhet szóba: elhízott, inzulinrezisztens betegeknél a petefészek fokozott androgén termelését kiváltó inzulinrezisztencia csökkentését célozzák meg életmód-változtatással, jelentős súlycsökkentéssel, étrendváltoztatással, táplálékkiegészítőként adott inozitol kezeléssel.